# Усть-Ордынский Бурятский окружной комитет КПСС
 Усть-Ордынский Бурятский областной комитет КПСС — центральный партийный орган, существовавший в Усть-Ордынский Бурятский АО с июня 1939 года по 6 ноября 1991 года.

## История
- 26 марта 1937 года образован Усть-Ордынский (Бурят-Монгольский) национальный округ в составе Иркутской области и в связи с этим, в июне 1939 года был создан Усть-Ордынский (Бурят-Монгольский) окружной комитет ВКП(б).
- 13 октября 1952 Усть-Ордынский (Бурят-Монгольский) окружной комитет ВКП(б) переименован Усть-Ордынский (Бурят-Монгольский) окружной комитет КПСС.
- 7 июля 1958 года Усть-Ордынский (Бурят-Монгольский) национальный округ переименован в Усть-Ордынский (Бурятский) национальный округ. Соответственно был переименован и окружной комитет партии.
- 7 октября 1977 Усть-Ордынский (Бурятский) национальный округ преобразован в Усть-Ордынский (Бурятский) автономный округ.
- В 1990 и 1991 году Усть-Ордынский (Бурятский) окружной комитет КПСС переименован в Усть-Ордынский (Бурятский) окружной комитет КП РСФСР (в составе КПСС).
- 23 августа 1991 деятельность КП РСФСР приостановлена, а 6 ноября того же года запрещена.

## Первые секретари РКП(б)/ВКП(б)/КПСС
- 6 - 10.1939 Кушнир, Савелий Петрович
- 10.1939 - 1940 Трусков, Александр Фёдорович
- 1940 - 1944 Кондратьев, А. М.
- 1944 - 9.1947 Горошников, Николай Георгиевич
- 9.1947 - 1958 Болдонов, Иннокентий Алексеевич
- 1958 - 8.1961 Покорский, Илья Николаевич
- 8.1961 - 8.1972 Енисеев, Сергей Исакович
- 8.1972 - 13.8.1974 Семёнов, Василий Иванович
- 13.8 - 26.9.1974 вакансия, и. о. 2-й секретарь окружного комитета КПСС
- 26.9.1974 - 9.1985 Агарков, Николай Фёдорович
- 9.1985 - 8.1990 Гец, Иван Васильевич
- 1990 - 23.8.1991 Лаев, Кирилл Лазаревич